# Mobile Suit Gundam: Gundam vs. Gundam Next
Mobile Suit Gundam: Gundam vs. Gundam Next (機動戦士ガンダム ガンダムVS.ガンダムNEXT) est un jeu vidéo de combat développé par Capcom, et édité par Banpresto en mars 2009 en arcade sur System 256. C'est une adaptation en jeu vidéo de la série basée sur l'anime Mobile Suit Gundam et plus particulièrement un crossover de toutes ses « sous-franchises ». Il a été porté sur PlayStation Portable. C'est le deuxième opus d'une série de deux jeux vidéo,.

## Portage
- PlayStation Portable : 3 décembre 2009 Mobile Suit Gundam: Gundam vs. Gundam NEXT PLUS, édité par Namco Bandai Games

## Série
1. Mobile Suit Gundam: Gundam vs. Gundam : 2008, System 256, PlayStation Portable
2. Mobile Suit Gundam: Gundam vs. Gundam Next